# Gruppo alpino
Un gruppo alpino è una suddivisione della catena delle Alpi. Il concetto di gruppo alpino è inteso in modi molto diversi e a volte contrastanti: si può andare dal concetto di sottosezione alpina e sezione alpina a quello più restrittivo di massiccio alpino.

## Partizione delle Alpi
Nella Partizione delle Alpi la carena alpina è suddivisa in tre "grandi parti" (Alpi Occidentali, Alpi Centrali e Alpi Orientali), 26 sezioni e 112 gruppi.

## SOIUSA

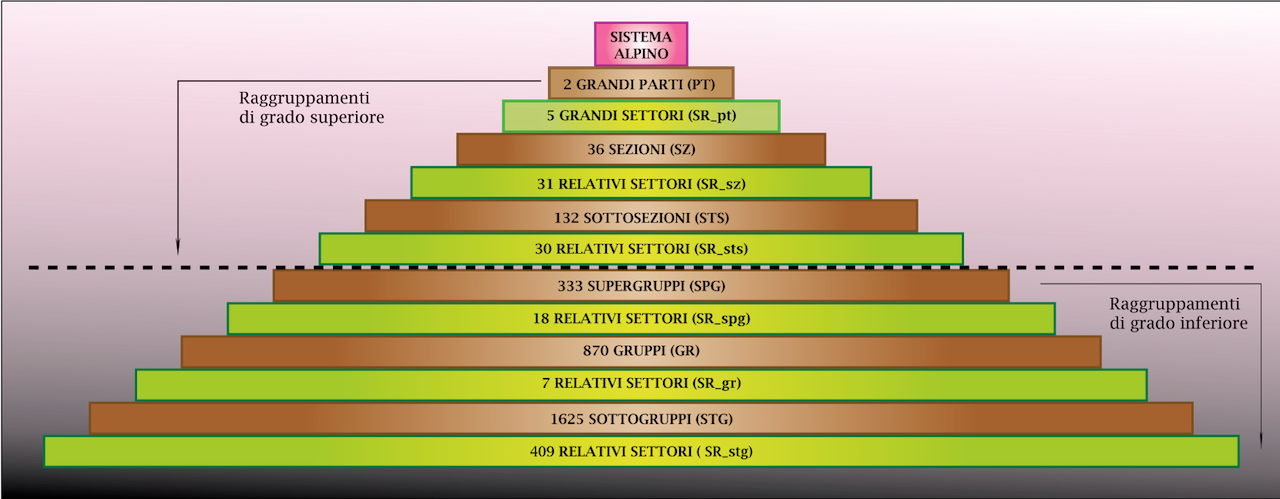
La Piramide SOIUSA, ovvero le varie suddivisioni delle Alpi secondo la SOIUSA.

Il concetto di gruppo alpino è stato particolarmente definito dalla Suddivisione Orografica Internazionale Unificata del Sistema Alpino (SOIUSA) del 2005.
Nell'intento di procedere a una miglior classificazione e suddivisione delle Alpi la SOIUSA ha superato la storica tripartizione alpina in Alpi Occidentali, Alpi Centrali e Alpi Orientali definita nel 1926 e ha adottato la bipartizione in Alpi Occidentali e Alpi Orientali.
Inoltre ha introdotto il seguente schema di ulteriore suddivisione:
- 5 grandi settori (SR)
- 36 sezioni (SZ)
- 132 sottosezioni (STS)
- 333 supergruppi (SPG)
- 870 gruppi (GR)
- 1625 sottogruppi (STG)

### Codice dei gruppi
- Grande parte = Alpi Occidentali
- Grande settore = Alpi Nord-occidentali
- Sezione = Alpi Graie
- Sottosezione = Alpi del Monte Bianco
- Supergruppo = Massiccio del Monte Bianco
- Gruppo = Gruppo del Monte Bianco
- Sottogruppo = Monte Bianco
- Codice = I/B-7.V-B.2.b

La SOIUSA classifica i gruppi attraverso una particolare codifica. Nello specifico li individua nella sottosezione di appartenenza attraverso un numero arabo progressivo.
Nell'esempio riportato in fianco circa i parametri SOIUSA del Monte Bianco si nota che il gruppo è il Gruppo del Monte Bianco ed è individuato dal numero 2.

## AVE
La classificazione tedesca dell'AVE suddivide le Alpi Orientali in 4 settori e 75 gruppi. Molti di questi gruppi corrispondono alle sottosezioni individuate dalla SOIUSA. La numerazione dei gruppi va da 1 a 68.